# Creatures (empresa)
Creatures Inc. (株式会社クリーチャーズ, Kabushiki-gaisha Kurīchāzu) é uma desenvolvedora japonesa de jogos eletrônicos sediada em Tóquio. Foi fundada em novembro de 1995 por Tsunekazu Ishihara, com auxilio de Satoru Iwata da HAL Laboratory, como uma sucessora da Ape Inc.. A Creatures é mais conhecida como a produtora das cartas de Pokémon e é uma das parceiras de negócio que forma a The Pokémon Company.

## História
A Creatures foi estabelecida no dia 8 de novembro de 1995.
Antes, a Creatures era sediada no sétimo andar do prédio Nintendo Kanda Building (任天堂神田ビル, Nintendō Kanda Biru) em Sudachō, Chiyoda, Tóquio. Futuramente, sua sede passaria a ser no quinto andar do anexo do Kawasakiteitoku Building (川崎定徳ビル, Kawasakiteitoku Biru) em Nihonbashi, Chūō, Tóquio.

## Jogos

### Nintendo Entertainment System
- Mother (1989)

### Super Nintendo Entertainment System
- EarthBound (1994)
- Mario’s Super Picross (1995)
- The Monopoly Game 2 (1995)

### Nintendo 64
- EarthBound 64 (cancelado)

### Game Boy
- Pokémon Trading Card Game (1998)
- Chee-Chai Alien (2001)

### Game Boy Advance
- Machop At Work (2001, e-Reader)
- Kingler's Day (2001, e-Reader)
- Nonono Puzzle Chalien (2004)
- Mother 3 (2006)

### Nintendo DS
- PokéPark: Fishing Rally DS (2005)
- Project Hacker (2008, com a Red Entertainment)
- Pokémon Ranger (2006-2007, com a HAL Laboratory)
- Pokémon Ranger: Shadows of Almia (2008)
- Personal Trainer: Walking (2008)
- Pokémon Ranger: Guardian Signs (2010)
- Pokémon Platinum (2009)
- Pokémon Soul Silver & Heart Gold (2010)

### Nintendo Wii
- PokéPark Wii: Pikachu’s Adventure (2009)